# Sciacca
Sciacca (IPA: /ˈʃakka/) è un comune italiano di 38 401 abitanti del libero consorzio comunale di Agrigento in Sicilia.
È il comune più popoloso della provincia dopo il capoluogo. Città marinara, turistica e termale, ricca di monumenti e chiese. È nota per il suo storico carnevale e per la ceramica.

## Geografia fisica
La città si affaccia a sud sul mare. La linea di costa si estende per circa 33 km. Ad est si innalza il monte Kronio alto 386 metri s.l.m., dalle cui falde scaturiscono le acque termali.
Il centro storico ha un’area di 362 271 m² (36,2271 ha), mentre l'intero territorio comunale si estende complessivamente per 191 km².

### Idrografia
I principali corsi d’acqua presenti nel territorio di Sciacca sono:
- il torrente Femmina Morta, sito in contrada Bertolino e confine naturale con il comune di Menfi;
- il fiume Carboj;

- il torrente Baiata;
- il torrente Foce di San Marco;
- il torrente Foce di Mezzo;
- il torrente Cansalamone;

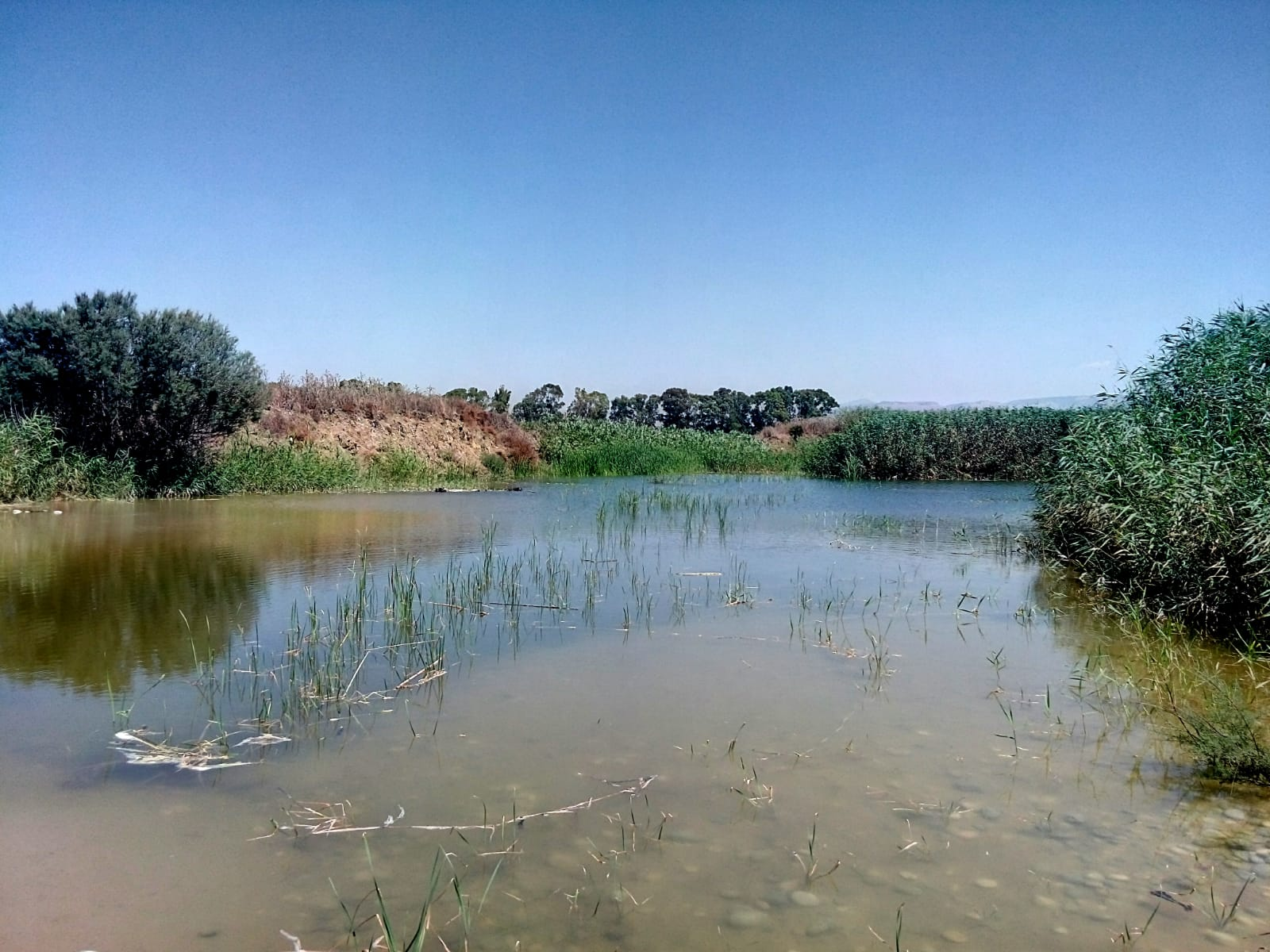
La foce del fiume Carboj in contrada Maragani

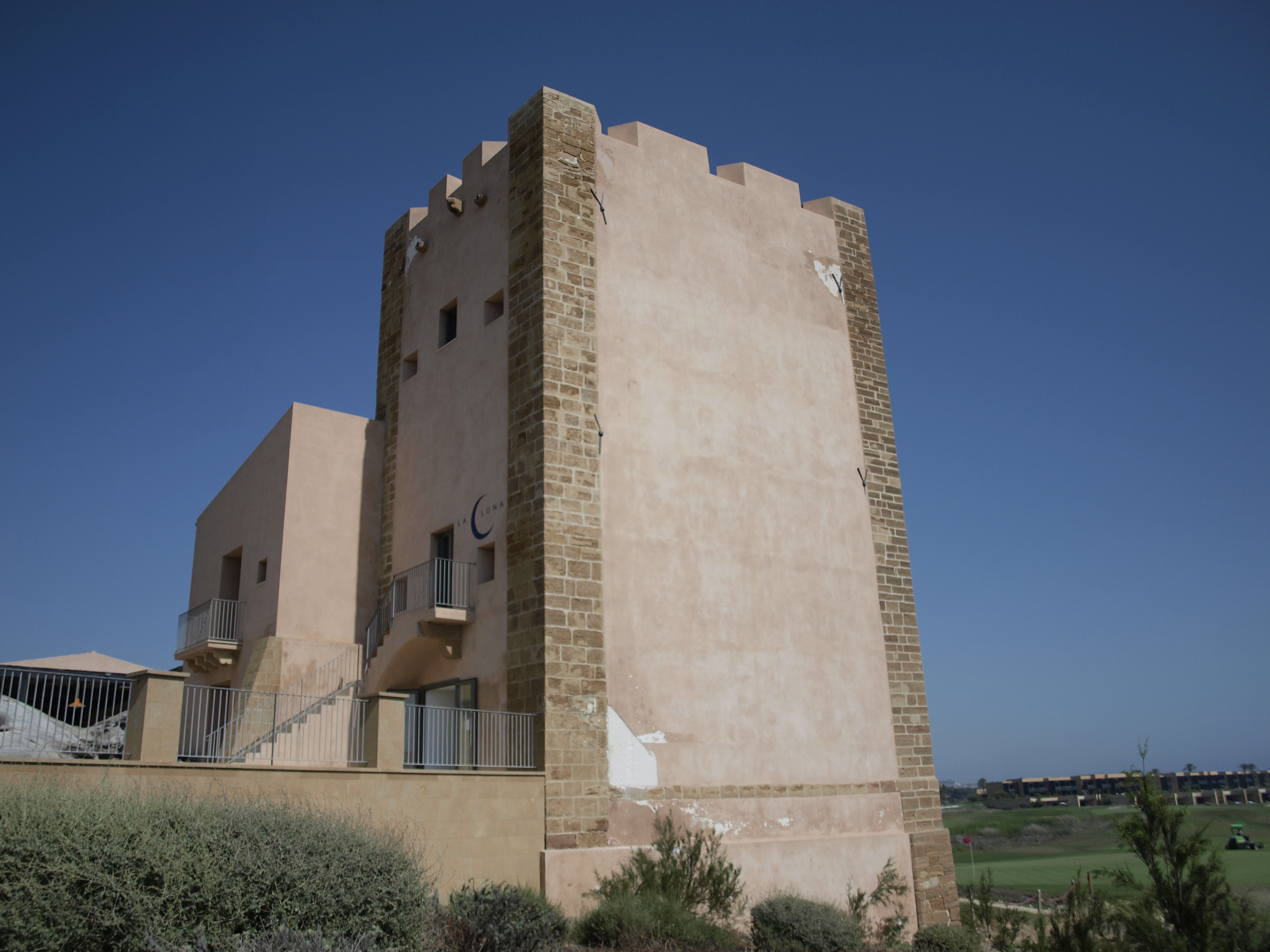
Torre Verdura

- il torrente Cava di Lauro (chiamato anche Bagni), in prossimità del viadotto di Via Enrico Ghezzi;
- il torrente Carabollace;
- il torrente Bellapietra, in zona Timpi Russi[6][7];
- il fiume Verdura, che segna il confine tra Sciacca, Ribera e Caltabellotta[8].

Sciacca condivide con i comuni di Sambuca di Sicilia e Santa Margherita di Belice il Lago Arancio.

### L'isola Ferdinandea

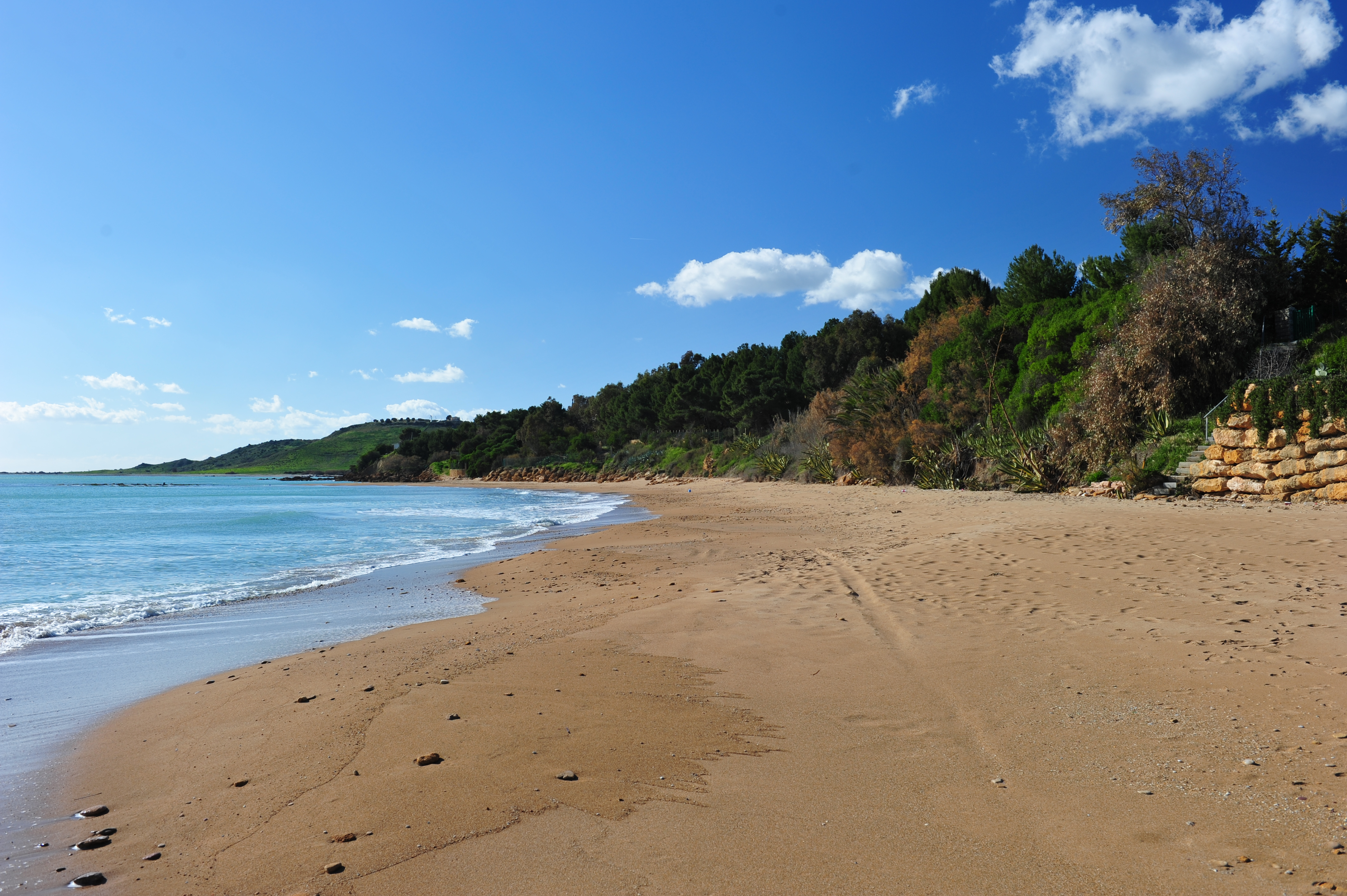
La spiaggia di Timpi Russi

A circa 26 miglia nautiche (48 km) dalla costa di Sciacca, a pochi metri dalla superficie del mare sul cosiddetto banco di Graham sorge un vulcano attivo che nel 1831 eruttò formando una piccola isola che venne chiamata Isola Ferdinandea. Il primo ad approdare sull'isola dopo alcuni primi tentativi falliti fu l'ammiraglio britannico James Graham che vi piantò la bandiera britannica. Dopo qualche giorno un gruppo di cartografi francesi riuscì ad approdare e tracciare alcune mappe dell'isola. Questa delegazione battezzò l'isola con il nome di Julia. Alcune settimane dopo una terza delegazione di geologi e cartografi borbonici mise piede sull'isola, e la battezzò Ferdinandea in onore al re delle Due Sicilie Ferdinando II. L’isola si inabissò cinque mesi dopo, ponendo fine alla disputa circa il suo possesso.

### Clima
Il clima di Sciacca è temperato con prevalenza delle precipitazioni nella stagione invernale. Di seguito è riportata la tabella con le medie climatiche e i valori massimi e minimi assoluti registrati nel trentennio 1951-1981 e pubblicati nell'Atlante Climatico d'Italia del Servizio meteorologico dell'Aeronautica Militare relativo al citato trentennio.
| Sciacca (1951-1981)        | Mesi | Mesi | Mesi | Mesi | Mesi | Mesi | Mesi | Mesi | Mesi | Mesi | Mesi | Mesi | Stagioni | Stagioni | Stagioni | Stagioni | Anno |
| Sciacca (1951-1981)        | Gen  | Feb  | Mar  | Apr  | Mag  | Giu  | Lug  | Ago  | Set  | Ott  | Nov  | Dic  | Inv      | Pri      | Est      | Aut      | Anno |
| -------------------------- | ---- | ---- | ---- | ---- | ---- | ---- | ---- | ---- | ---- | ---- | ---- | ---- | -------- | -------- | -------- | -------- | ---- |
| T. max. media (°C)         | 13,7 | 13,9 | 15,6 | 17,6 | 22,3 | 26,6 | 29,3 | 29,0 | 26,3 | 22,3 | 18,2 | 15,1 | 14,2     | 18,5     | 28,3     | 22,3     | 20,8 |
| T. min. media (°C)         | 8,8  | 8,6  | 9,6  | 11,3 | 14,7 | 18,5 | 20,8 | 21,5 | 19,7 | 16,4 | 12,9 | 10,2 | 9,2      | 11,9     | 20,3     | 16,3     | 14,4 |
| Precipitazioni (mm)        | 80   | 80   | 60   | 40   | 10   | 0    | 0    | 0    | 30   | 60   | 80   | 100  | 260      | 110      | 0        | 170      | 540  |
| Giorni di pioggia          | 8    | 8    | 6    | 5    | 2    | 0    | 0    | 0    | 4    | 6    | 7    | 10   | 26       | 13       | 0        | 17       | 56   |
| Umidità relativa media (%) | 74   | 72   | 69   | 67   | 65   | 58   | 56   | 62   | 69   | 72   | 73   | 74   | 73,3     | 67       | 58,7     | 71,3     | 67,6 |

Facendo un riscontro con dati più recenti, questi sono i valori registrati nell'annata 2019, rilevati dalla Stazione meteorologica di Sciacca:
| SCIACCA (2019)       | Valori medi nell'arco dell'anno |
| -------------------- | ------------------------------- |
| T. max media (°C)    | 37                              |
| T. min. media (°C)   | 0                               |
| Precipitazioni (mm)  | 0                               |
| Umidità relativa (%) | 73                              |

## Origine del nome
Il toponimo Sciacca è di probabile origine araba.
Gli studiosi Giuseppe Licata, nel 1881, e Giuseppe Ciaccio, nel 1900, si cimentarono nello studio dell'origine del toponimo.
Qui di seguito sono riportate le principali ipotesi:
- secondo l'arabista saccense mons. Giuseppe Sacco il vocabolo Sciacca deriverebbe dal verbo sordo arabo <sh-q-q> - che significa "separare", "dividere", "fendere" - da cui il sostantivo al-shaqq, "divisione").
Lo stesso autore riferisce che Sciacca fu così chiamata perché, sin dall'inizio del dominio musulmano, segnò il confine che separava due province o distretti o contrade. Il fatto che Sciacca si trovasse quasi a metà strada fra l'araba Marsala e la berbera Girgenti giustificherebbe, secondo lo studioso, tale designazione da parte dei conquistatori nordafricani;
- secondo lo storico Savasta il nome di Sciacca si scriveva con la lettera X, cioè Xacca, derivato a suo dire da Xech, dal nome arabo Xech, che sta per "signore" o "persona illustre"[12];
- Xechi - in realtà Shaykh - erano chiamati dagli Arabi i governatori delle piazze, come attesta Tommaso Fazello;
- Xacca deriverebbe da Xach che vorrebbe dire  Mercurio (forse per un famoso tempio dedicato a questa divinità), oppure Pomona (dea dell'abbondanza), in latino Sacca;
- un'improbabile parola araba che significa "bagno"[13], in riferimento alle terme della città;
- il nome dell'antica divinità siriana "Shay' al-Qawm"[12].
- Saba Malaspina, vescovo romano vissuto nella seconda metà del XIII secolo, nei capp. II e III del IV libro della sua sincrona Rerum sicularum historia nomina Sciacca tre volte, sempre chiamandola Sciacta[14]. Il nome si sarebbe quindi dovuto rendere in volgare con Sciatta, ma, forse per una malintesa forma grafica, si affermò Sciacca.
- lo storico messinese Bartolomeo di Neocastro, nella sua Historia sicula chiama la città Sacca.[14]

## Storia

### Preistoria
Importantissime testimonianze di una presenza preistorica sono state ritrovate nella Grotta Stufa, sulla vetta del Monte Cronio.
Il primo insediamento preistorico si estendeva probabilmente tra l'attuale via Figuli e la contrada Muciarè presso la foce del torrente Bagni.
Nella valle che compresa tra il Monte Nadore e il Monte San Calogero, a circa sei chilometri dall'odierna cittadina sono venuti alla luce avanzi di fondamenta di grandi dimensioni. Ciò confermerebbe l'esistenza di un'antica città abitata dai Sicani.

### Età antica
Iscrizioni puniche rinvenute nel territorio saccense confermerebbero il passaggio dei fenici.
Nel VII secolo a.C., secondo Tucidide, gli abitanti di Selinunte costruirono un castello nel territorio saccense, e vi fondarono una subcolonia, che chiamarono Terme Selinuntine, per la presenza di sorgenti termali.
Nel 409 a.C., dopo la caduta di Selinunte in mano cartaginese, Terme Selinuntine accolse parte della popolazione scampata alla distruzione della città.
Fu teatro di due importanti battaglie delle guerre greco-puniche.
La prima battaglia, avvenuta nel 383 a.C., fu quella della Cabala in cui Dionisio di Siracusa ebbe la meglio sui Cartaginesi.
La seconda battaglia, quella di Cronio, nella valle fra il Nadore e San Calogero, fu combattuta nel 378 a.C.; nel conflitto Imilcone, figlio di Magone, riuscì a conquistare con uno stratagemma il territorio selinuntino e quello agrigentino, fino al fiume Alico.
Nel III secolo d.C. Terme Selinuntine cambiò nome in Aquae Labodes, e nel IV secolo d.C., divenne una statio.

### Medioevo
Gli arabi conquistarono la città nell’840. Ne influenzarono il tessuto urbanistico e la toponomastica (il quartiere San Nicolò, anticamente chiamato Rabato, Schiunchipani, Cartabubbo, Misilifurmi e Raganella) e diedero impulso all'industria del cotone.
Nel 1087 Sciacca fu conquistata dai Normanni e annessa alla Contea di Sicilia. Al conte Ruggero I di Sicilia si deve la costruzione delle fosse granarie del caricatore, la riorganizzazione del servizio navale e l'imposizione del dazio sul grano da esportare. Il caricatore, che si trovava a sud del Borgo della Cadda, rimase in funzione sino al 1336, quando ne venne costruito un altro fuori Porta del Mare. I normanni ricostruirono le mura e i bastioni della città, restaurono il castello di Cocalo e edificarono il castello Vecchio. Fuori le mura restarono tre sobborghi: quello dei Figuli, quello dei Musulmani detto Rabato, Ruccera e quello degli ebrei chiamato Cadda. Tale nucleo sarà conosciuto fino al XIX secolo col nome di Terra Vecchia.
Sotto la dinastia sveva, Sciacca ottenne lo status di città demaniale, godendo di diversi privilegi. La città era retta da un magistrato, con il diritto d'inviare i propri rappresentanti al Parlamento. Federico II di Svevia e Manfredi di Sicilia confermarono i privilegi di cui godeva la città.
Nel 1355 la città passò in mano ai Peralta. A Sciacca fu istituita la carica di Capitano di guerra per la difesa della città. Tale compito fu affidato a Guglielmo Peralta che, oltre ad essere conte di Caltabellotta, poiché era apparentato col re, possedeva vasti territori avuti in eredità, per occupazione o per concessione regia. Dal re aveva ottenuto la rappresentanza della Magna Curia, cioè l'istituzione di una suprema autorità con funzioni giudiziarie inappellabili.

### Simboli
Secondo lo statuto comunale di Sciacca:
Durante gli anni venti del Novecento, la provincia di Girgenti (Agrigento) venne dotata di un proprio stemma: esso raffigurava gli emblemi delle città di Girgenti, Sciacca e Bivona, ovvero le sedi provinciali della prefettura e delle due sottoprefetture.
Blasonatura:
Il gonfalone è un drappo di verde.

## Monumenti e luoghi d'interesse

### Architetture religiose

Duomo

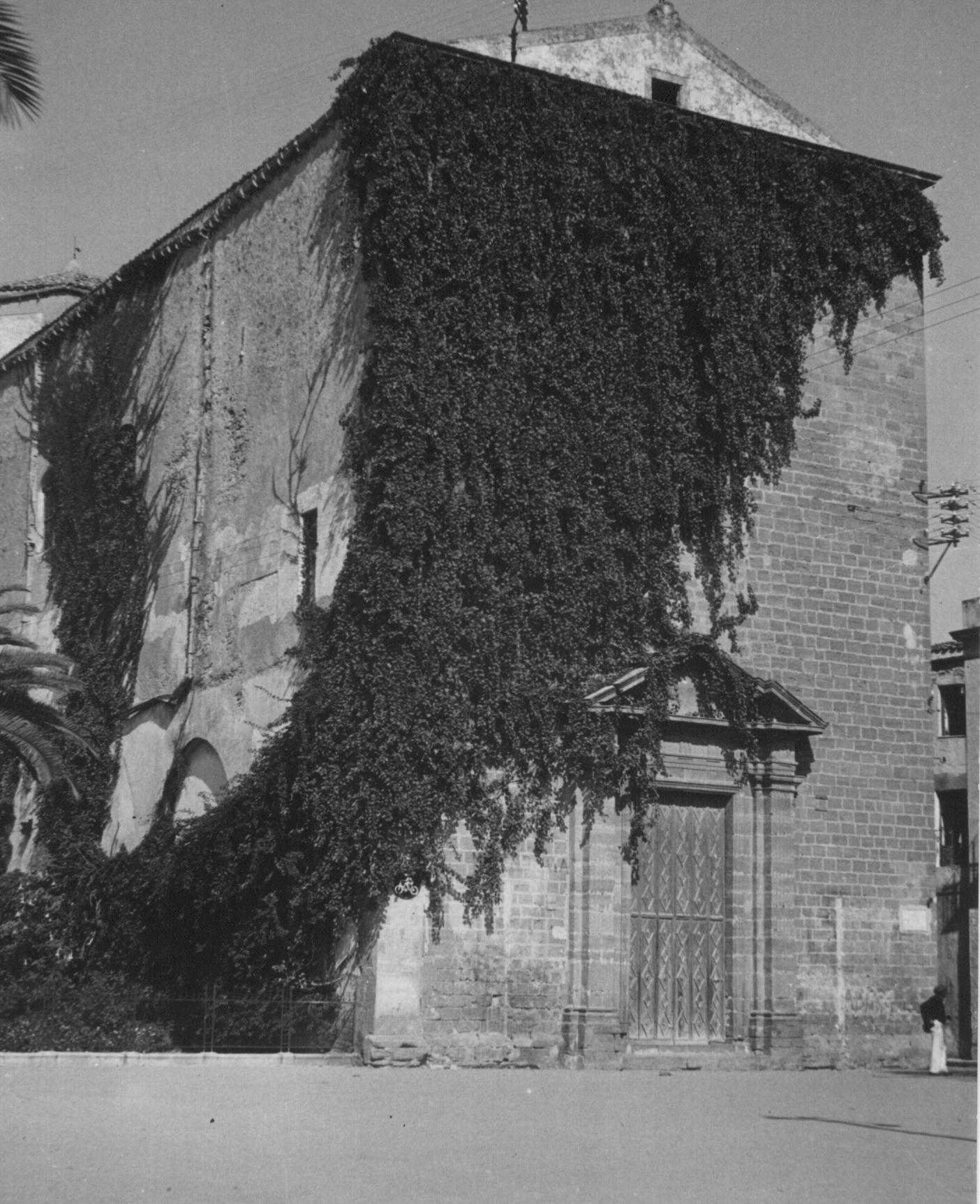
Chiesa di San Domenico

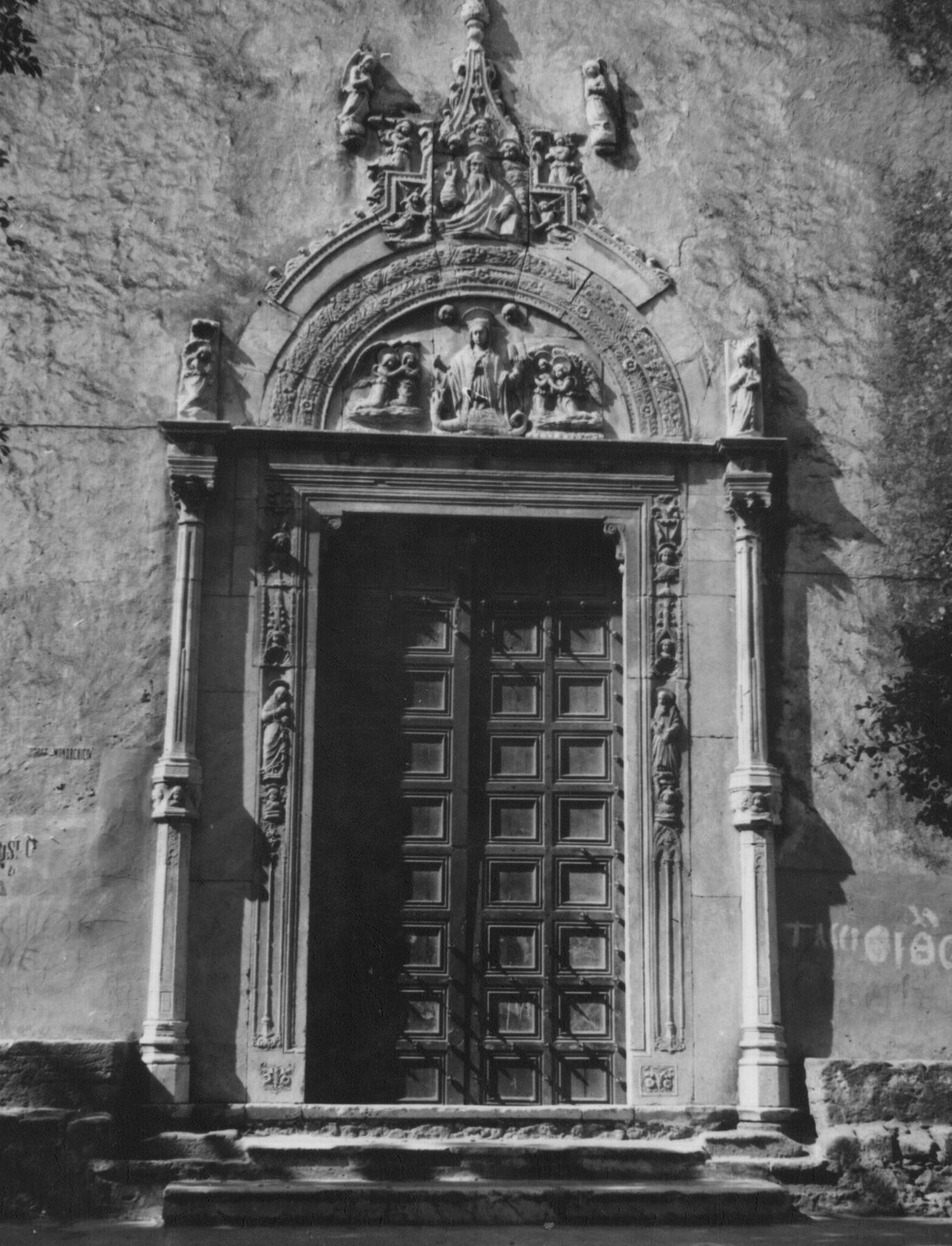
Portale S. Margherita

Chiesa di Maria SS. del Soccorso
La chiesa di Maria SS. del Soccorso o Duomo (chiamata anche Chiesa madre o Matrice) si trova in Piazza Don Minzoni e risale al XII secolo. Fondata nel 1108 da Giulietta (Giuditta) la Normanna, figlia del conte Ruggero al centro dell'antico quartiere Ruccera, il suo rifacimento è stato eseguito nel 1656 su progetto di Michele Blasco dedicando la chiesa a Santa Maria del Soccorso (prima di allora la basilica era dedicata a Santa Maria Maddalena).
La chiesa ha tre ampie navate con monumentali archi in stile normanno e colonne ioniche. La facciata, rimasta incompiuta, è decorata da colonne e portali ad arco. Completano la decorazione della facciata tre sculture di Giandomenico e Antonino Gagini.
La volta della navata centrale è decorata da un affresco sulla vita di Santa Maria Maddalena, opera di Tommaso Rossi, figlio di Mariano Rossi.
All'interno sono conservati i sarcofagi di Bartolomeo Tagliavia e di Gerardo Noceto; un tabernacolo marmoreo dei fratelli Giandomenico e Antonino Gagini raffigurante San Pietro Apostolo e San Paolo Apostolo e le storie della Passione di Gesù; nella quarta cappella una statua, raffigurante la Madonna della Catena, attribuita a Francesco Laurana; nella nicchia dell'altare maggiore la statua della Madonna del Soccorso di Giuliano Mancino e Bartolomeo Berrettaro.
Nel luglio del 1991 papa Giovanni Paolo II elevò la chiesa alla dignità di basilica minore.
Cappella di San Giorgio dei Genovesi a Sciacca
L'antica cappella di San Giorgio dei Genovesi fu costruita nel 1520 dai numerosi mercanti genovesi residenti a Sciacca.
Chiesa di Sant'Antonio Abate
La chiesa, ubicata nei pressi della Chiesa Madre, risale al XV secolo.
Chiesa del Collegio
La chiesa di San Giovanni Battista, o chiesa del Collegio dei Gesuiti, fu costruita nel XVI secolo e restaurata nel 1613. L’edificio, situato in via Roma, ha un portale a timpano triangolare e un impianto a navata unica con cappelle incassate. Nel presbiterio è collocata una tela del Domenichino raffigurante San Giovanni, mentre in una delle cappelle laterali è collocata una Madonna di Michele Blasco della metà del XVII secolo, autografata Michael Blasco pinsit.
Chiesa di San Domenico
La chiesa di San Domenico e l’annesso convento dell'Ordine dei Predicatori di San Domenico risalgono rispettivamente al 1176 e al 1538 (ventinovesima istituzione dell'ordine in terra di Sicilia fondata da Tommaso Fazello). La chiesa, in stile barocco, ha una sola navata con otto cappelle. Si trova in Corso Vittorio Emanuele, all'entrata della piazza Scandaliato. Tra le opere custodite spicca un dipinto raffigurante lo Spasimo, di Antonello da Palermo.
Chiesa del Carmine
La chiesa, situata nell’omonima piazza, fu costruita nel XII secolo.
Chiesa di Santa Margherita
La chiesa di Santa Margherita si affaccia su piazza Carmine. Fu fatta erigere nel 1342 da Eleonora d'Aragona, moglie del Peralta. La chiesa venne decorata nel 1595 con colonne angolari, architravi, fregi e cornici. L'ultimo restauro fu eseguito nel 1994. L'ingresso principale è in stile catalano, mentre il portale marmoreo, posto sulla destra, fu realizzato nel 1468 da Pietro de Bonitate su disegno di Francesco Laurana. L'interno, a navata unica, è barocco e conserva stucchi policromati ed affreschi di Ferraro del XVII secolo. Sull'altare si trova un'icona in marmo del 1507-1512, una statua in legno del 1544, opera di Frigia, raffigurante Santa Margherita, ed un organo ligneo del 1641. Nella navata si trovano sei grandi riquadri e medaglioni realizzati dal Portulani tra il 1529 e il 1530, oltre a due grandi tele del pittore Gaspare Testone raffiguranti la Nascita di Gesù e l’Adorazione dei Magi.
Chiesa dello Spasimo
La chiesa di Santa Maria dello Spasimo, situata in Corso Vittorio Emanuele, è del 1632.
Chiesa di San Michele
La chiesa di San Michele, in Piazza Noceto, fu fondata da Guglielmo Peralta nel 1371. Fu ricostruita nel XVII secolo. Presenta un portale con architrave e un portale gotico. L'interno è a tre navate con colonne ed archi al centro. La chiesa conserva anche un crocifisso quattrocentesco, due acquasantiere del XVI secolo, una scultura di Domenico Gagini, un polittico cinquecentesco e una statua seicentesca in legno di San Michele. In una teca sono poste le due sacre Spine del martirio di Cristo, donate da Eleonora d'Aragona, figlia di Giovanni di Sicilia, e dal marito Guglielmo Peralta, che le aveva ricevute dai D'Angiò. Le due spine furono ritenute autentiche dal vescovo di Agrigento Matteo Fugardo con la bolla vescovile del 31 maggio 1386 in occasione dell'inaugurazione della chiesa e parte del Monastero di Maria Santissima dell'Itria.
Chiesa di Santa Maria dell'Itria
La chiesa di Santa Maria dell'Itria e l’annesso monastero femminile dell'Ordine di San Benedetto furono fatte costruire dal Peralta. Sul primo altare a destra, S. Scolastica, sul secondo, la Sacra Famiglia, sul terzo, S. Benedetto che rovescia gli idoli e scaccia i demoni da Montecassino, tutti dipinti da Gaspare Testone.
Sul primo stare a sinistra, il Martirio di S. Eufemia, anch’esso attribuito al Testone.
Chiesa di San Nicolò La Latina
La chiesa di San Nicolò La Latina, in Piazza San Nicolò, risale al XII secolo. Ha un prospetto decorato in stile arabo-normanno.
Chiesa di Santa Maria delle Giummare
La chiesa di Santa Maria delle Giummare, in via Valverde, fu costruita per volere di Giuditta nel 1103 e rifatta nel XVI secolo. La fiancheggiano due torri merlate. L’impianto è ad unica navata. Al suo interno si trova sulla sinistra la cinquecentesca Cappella della Madonna delle Grazie, un rilievo di San Gerolamo, un'acquasantiera quattrocentesca, un crocifisso cinquecentesco e una Vergine col Bambino nell'altare maggiore, attribuita a Laurana. Da ricordare le tele del Testone S. Biagio in Gloria, S. Leonardo e la Presentazione di Maria al Tempio.
Chiesa di Sant'Agostino
Risalente al 1753, la chiesa di Sant'Agostino sorge in via Valverde, sull'area della chiesa di San Barnaba Apostolo. Custodisce una statua raffigurante la Madonna del Soccorso, opera di Giacomo Gagini, proveniente dalla chiesa di San Francesco d'Assisi, e portali barocchi.
Chiesa di San Francesco
Risalente al XV secolo, la chiesa di San Francesco (con convento dell'Ordine dei frati minori riformati), in via Agatocle, conserva pitture del saccense Mariano Rossi.
Santuario di San Calogero
Il santuario di San Calogero del XVIII secolo, arricchito da una ricca decorazione barocca, custodisce al suo interno la statua di San Calogero, scolpita Antonello Gagini nel 1535 e consegnata dal figlio Giacomo Gagini nel 1538.

#### Chiese minori
- Chiesa di San Giuseppe (XVI secolo),
- Chiesa di San Vito (XVIII secolo),
- Chiesa di San Francesco di Paola (1627), con il convento del 1224,
- Chiesa di Santa Caterina (1796),
- Chiesa di Santa Maria del Giglio (XVII secolo),
- Chiesa del Purgatorio (1691). In essa sono attribuibili a Gaspare Testone le tele con la Vergine, S. Anna e S. Gioacchino, e la Fuga in Egitto,
- Chiesa di San Pietro (1885),
- Chiesa San Leonardo (1797),
- Chiesa di Santa Maria di Loreto (1930),
- Chiesa dell'Olivella (XIX secolo),
- Chiesa della Madonnuzza (1693),
- Chiesa di Santa Maria della Raccomandata (XIII secolo),
- Chiesa di San Lorenzo (XVI secolo).

### Architetture civili

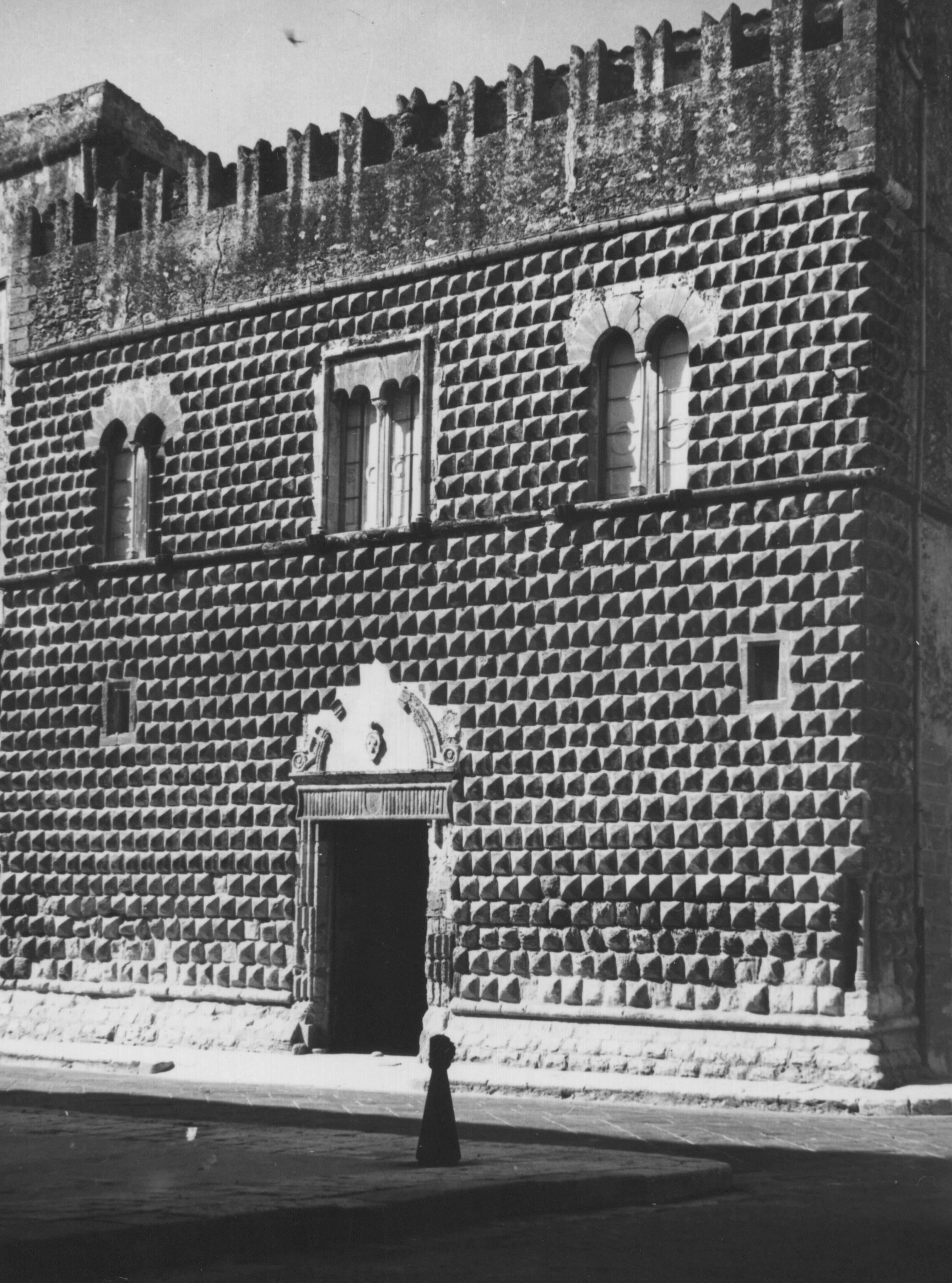
Palazzo Steripinto

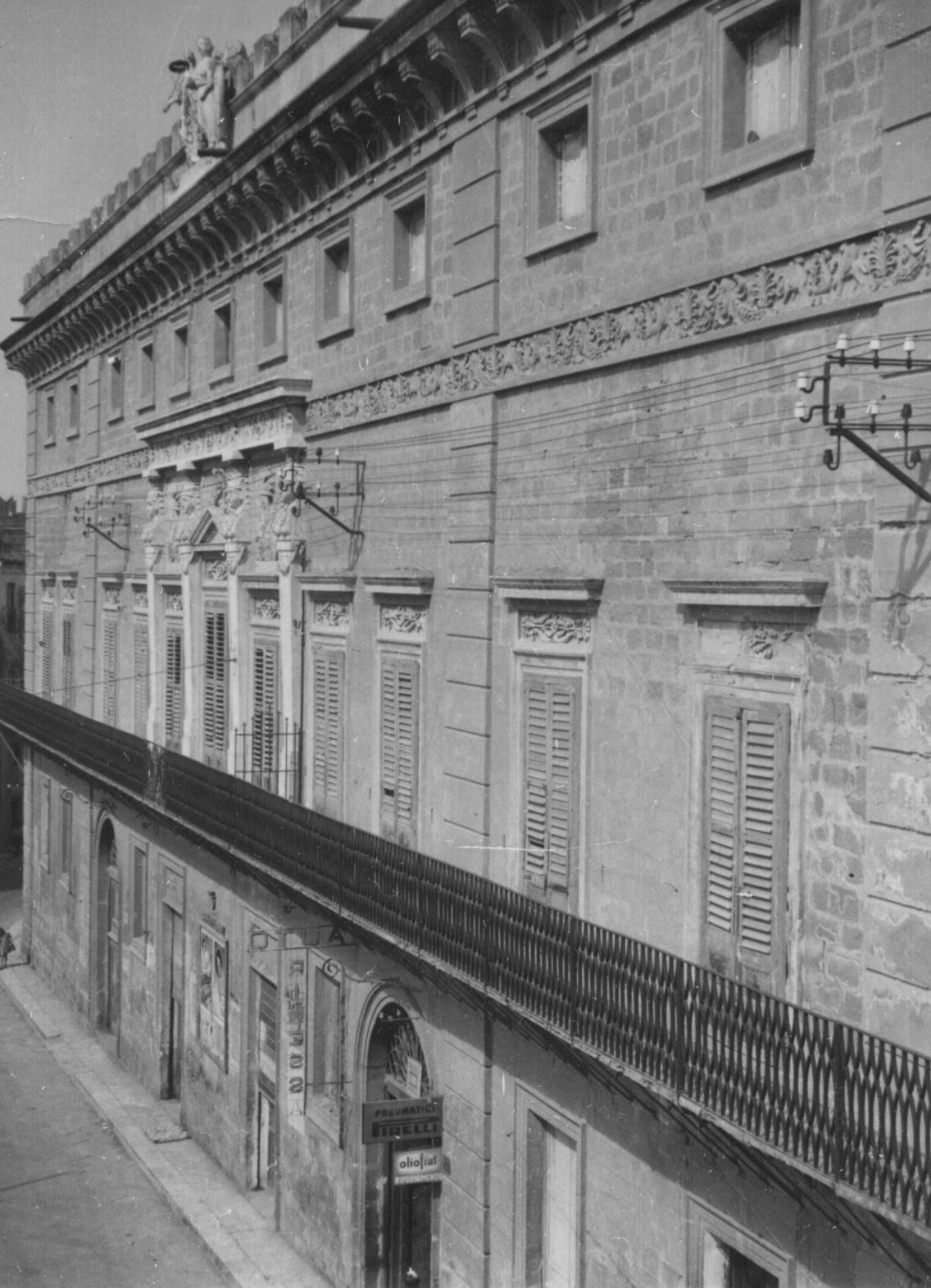
Palazzo San Giacomo Tagliavia

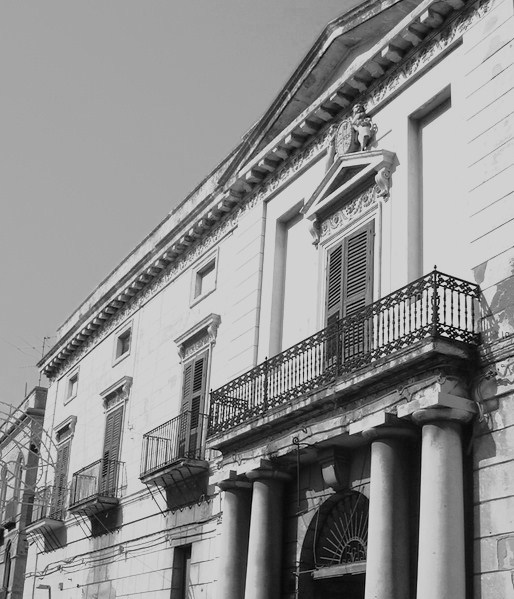
Palazzo Bertolino-Tommasi

- Palazzo Manno, residenza settecentesca della nobile casata siculo-fiorentina. L'edificio fu trasformato in albergo nel XX secolo[35];
- Palazzo Amato, situato nell'omonima via, risale al XIII secolo.
- Palazzo San Giacomo Tagliavia, del XV secolo. La sua facciata in stile impero si affaccia sul corso Vittorio Emanuele, quella in stile neogotico, già appartenuta alla famiglia Testone, è opera dell'architetto Gravanti, e si affaccia sulla piazza S. Friscia.
- Palazzo Arone di Valentino, in corso Vittorio Emanuele, fu costruito nel XIX secolo;
- Palazzo Bertolino-Tommasi, in corso Vittorio Emanuele, presenta una candida facciata neoclassica opera dell’architetto Gravanti;
- Palazzo Ventimiglia, in vicolo Gino, risalente al XV secolo;
- Palazzo Graffeo o Grifeo, in vicolo Orfanotrofio, del XVIII secolo;
- Palazzo Inveges, del XVII secolo, sito nell'omonima piazza;
- Palazzo Maurici in piazza Scandagliato, del XVIII secolo;
- Palazzo Ragusa, costruito in via Licata nel 1770;
- Palazzo Perollo, costruito in via Incisa nel XV secolo
- Palazzo Steripinto o Sortino, costruito del XVI secolo;
- Palazzo Venuti;
- Villa Venuti Tagliavia, residenza di campagna settecentesca, in stile barocco, comprendente anche una cappella.

### Architetture militari

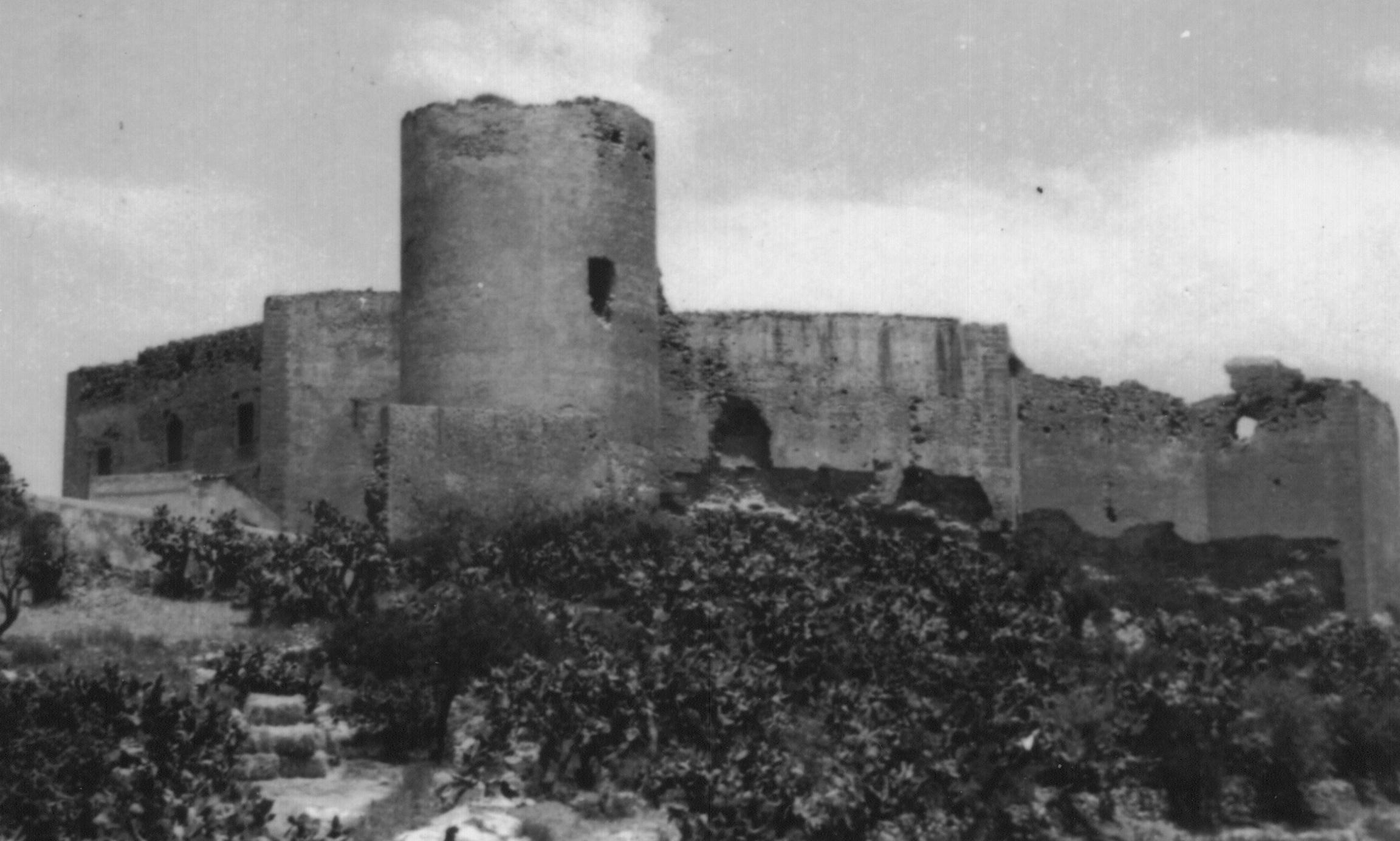
Castello Luna

- Torre Campanaria, in salita San Michele, a breve distanza dalla Chiesa di San Michele, risalente al 1550.
- Torre medievale, in via Molinari, costruita nel XV secolo.
- Torre del Pardo, in via Incisa, appartenne dapprima agli Incisa e poi al mercante catalano Antonio Pardo[36]. Risale al XV secolo e si compone di tre piani (nel primo è presente una finestra la cui cornice è retta da due cariatidi).

Castrum di Rocca Nadore
A 7 km dalle coste saccensi sorge un imponente sperone roccioso, la Rocca Nadore (forse dall'arabo nuzūl, "discesa"). Il castrum, risalente all'eparchia cartaginese, presentava una struttura quadrangolare. Vi sono state ritrovate ceramiche variopinte.
Fortino di Mazzallakkar
Presso il lago Arancio, nel territorio di Sciacca, si trovano i ruderi del fortino di Mazzallakkar, un fortino costruito dagli Arabi.
Castello Nuovo
Fu eretto nel 1380 da Guglielmo Peralta, conte di Caltabellotta e, dopo la morte di Federico III, uno dei quattro vicari della Sicilia. In seguito al matrimonio della figlia Margherita con Arturo di Luna, il castello divenne proprietà dei conti Luna.
Il complesso, a pianta poligonale, sorge sulla viva roccia nella parte alta a est di Sciacca. Anticamente presentava due piani: il piano terra per la servitù e il piano superiore per l'alloggio del conte e dei suoi familiari. L'ingresso era posto a nord e prevedeva un ponte levatoio; dall'ingresso si accedeva a un cortile che precedeva il castello e cui vi erano inserite le scuderie e una cappella dedicata a San Gregorio.
Il complesso si compone di quattro parti: la cinta muraria, la torre grande (mastio) e quella cilindrica entrambe a nord, e il palazzo del Conte a ovest. Della grande torre a pianta quadrangolare rimane la base, mentre la torre cilindrica di due piani si è conservata per intero.
Castello Vecchio
Il castello, detto Vecchio per distinguerlo dal Castello Nuovo o dei Luna, fu eretto durante l'invasione della Sicilia da parte dei Normanni (sec. XII circa) dal conte Ruggero insieme alle prime mura che, come una morsa, chiudevano la città.
Successivamente il castello passò alla casata dei Perollo, in seguito al matrimonio di Giulietta (figlia di Ruggero) con Gilberto Perollo. Il castello rimase sotto la custodia dei Perollo fino alla sua distruzione nel 1529 per mano dei partigiani di Sigismondo Luna durante il famoso Caso di Sciacca
Il castello era situato nella parte orientale della città, all'incirca tra Porta San Pietro, Porta Bagni e il monastero di Santa Caterina (ossia nella zona compresa fra gli attuali cortili Chiodi, Rizza e Carini). Il castello era munito di torri rettangolari e aveva dei sotterranei che conducevano al Monastero di Valverde. Il complesso aveva tre entrate: una esterna, detta "di San Pietro in Castro", nei pressi dell'omonima ex chiesa, quella principale, detta "del Cotogno", nelle vicinanze della Porta Bagni, e una terza, a ovest.
Del Castello Vecchio rimane solo la terza entrata, sulla quale è scolpito lo stemma dei Perollo.

### Porte

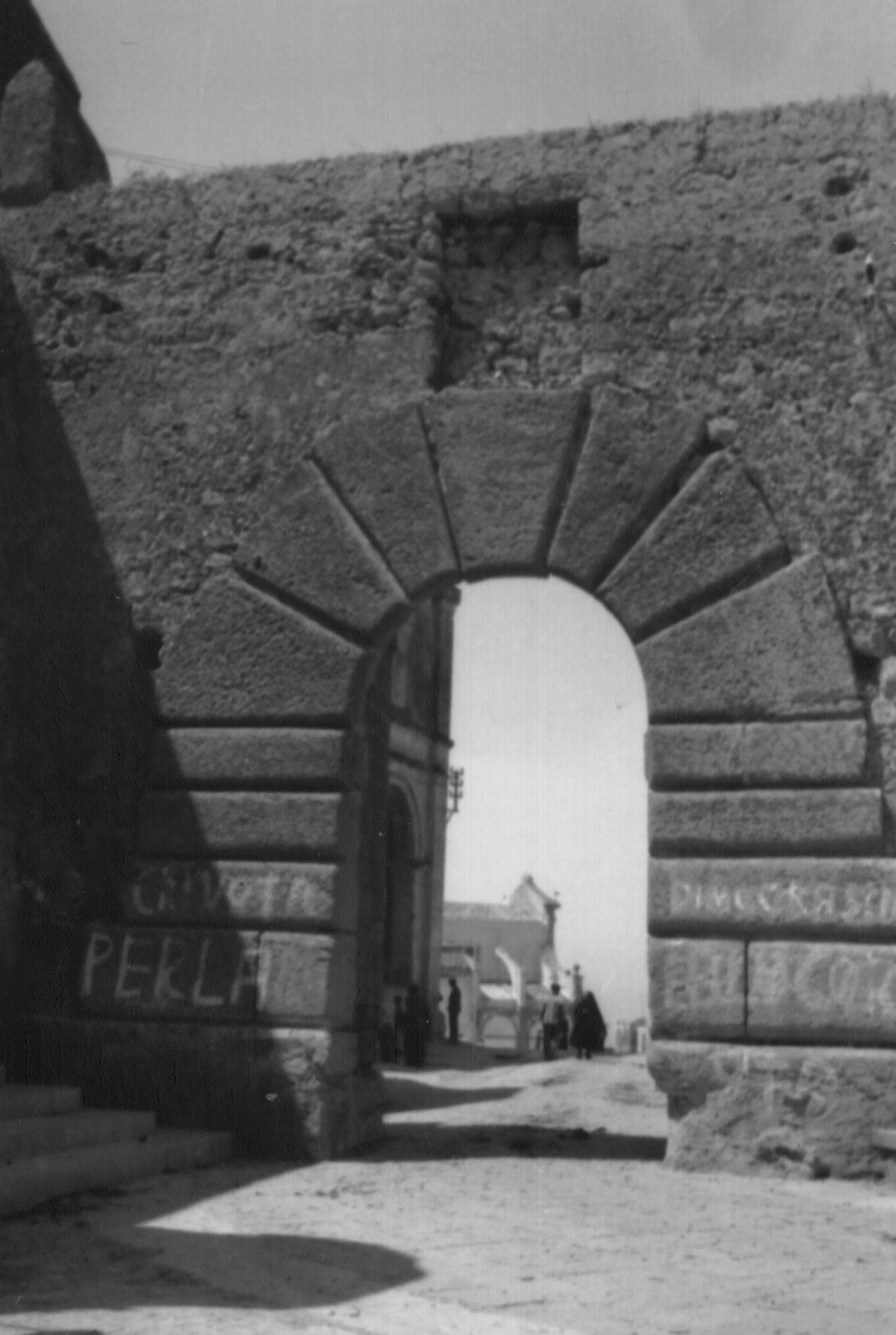
Porta San Calogero

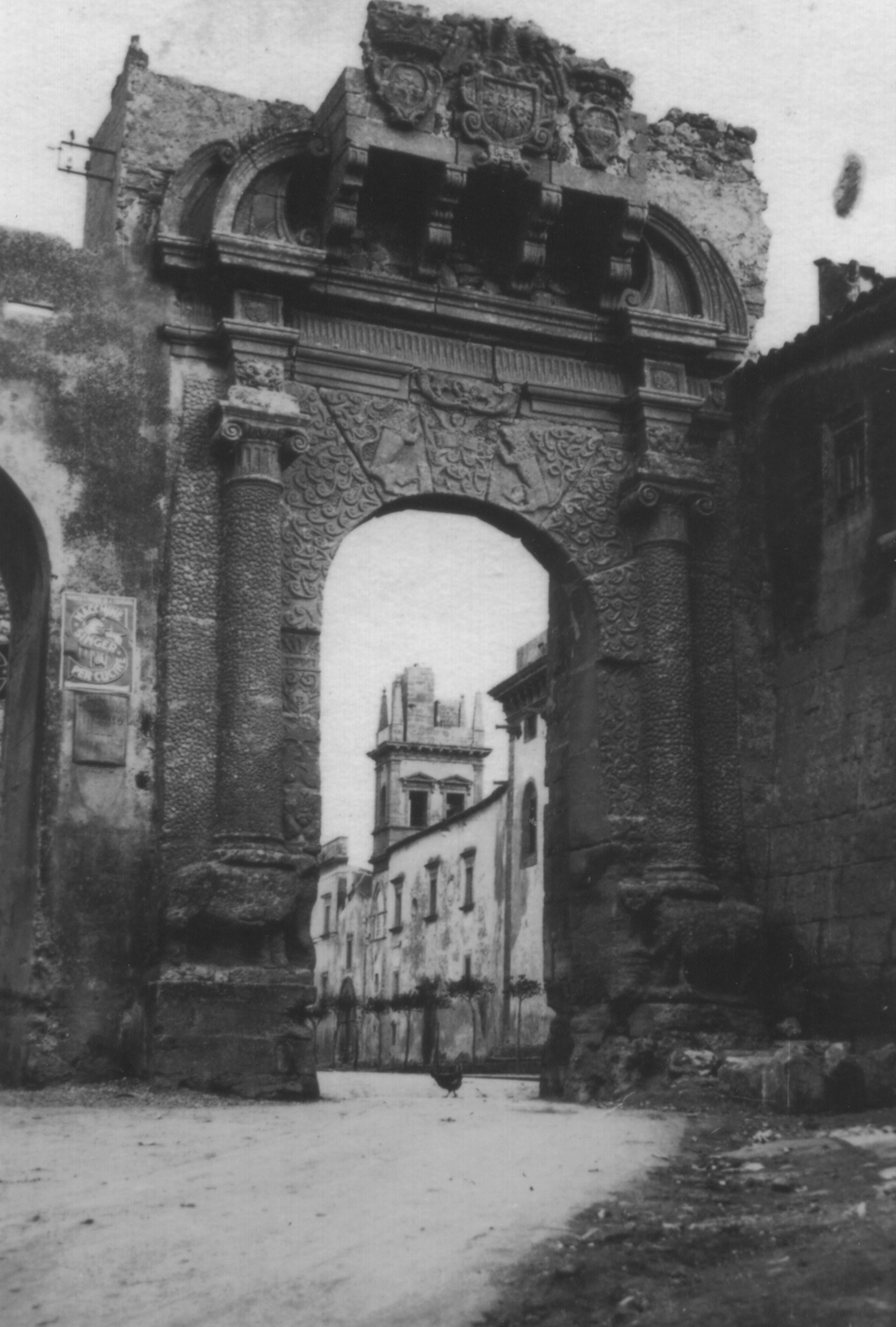
Porta San Salvatore

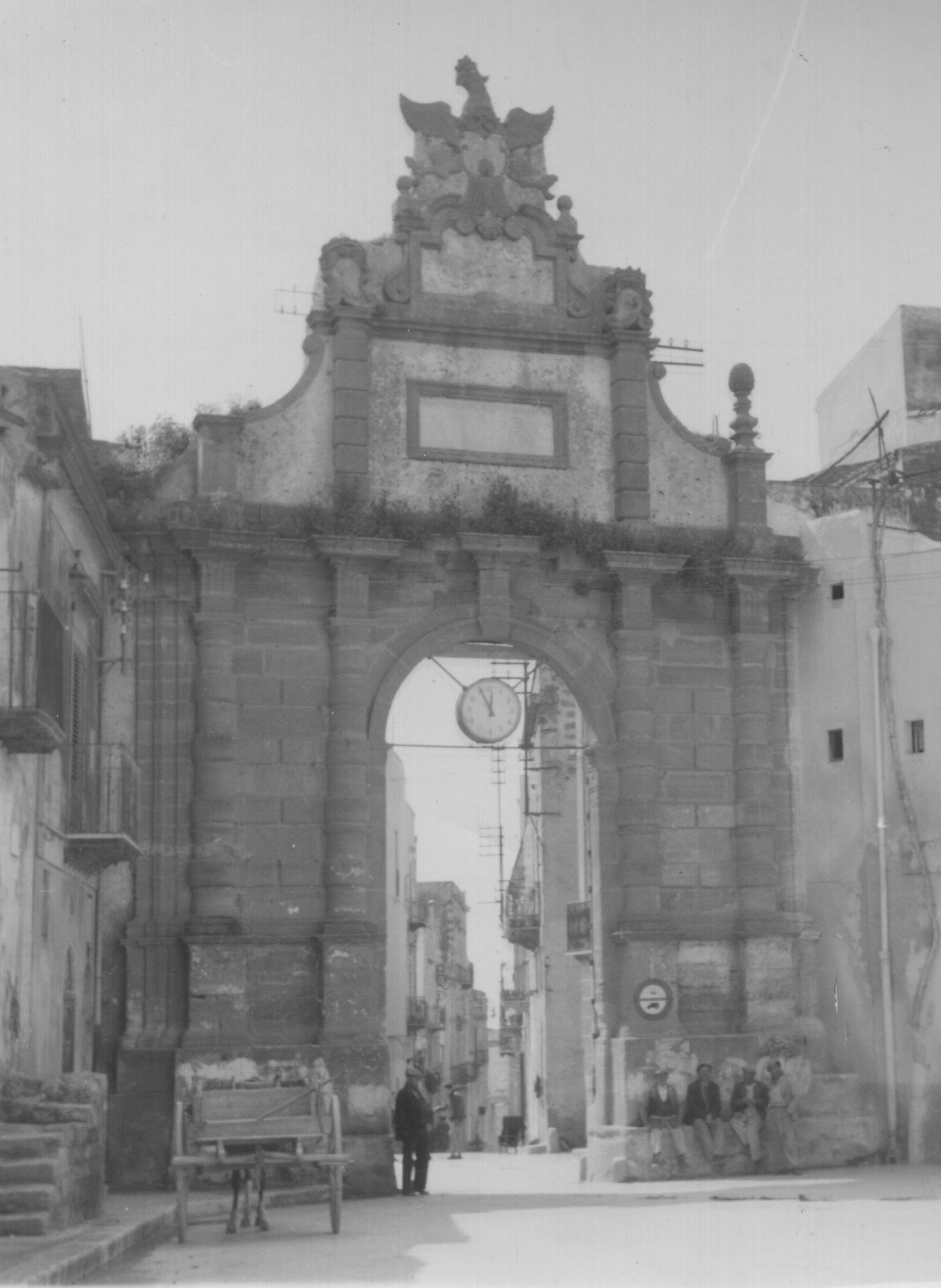
Porta Palermo

- Porta Palermo, collega piazza Don Luigi Sturzo con piazza Guglielmo Marconi e fu riedificata nel 1753, durante il regno di Carlo III di Borbone, in stile barocco.
- Porta San Salvatore, del XVI secolo, si trova in piazza Carmine. È decorata con sculture rinascimentali.
- Porta San Calogero, era la porta d’ingresso al quartiere di San Michele.

Due porte ormai scomparse costituivano, insieme alle tre precedenti, le cosiddette cinque porte di Sciacca:
- Porta Bagni, fra Corso Vittorio Emanuele e Viale della Vittoria;
- Porta di Mare, che collegava la Marina e con il centro (probabilmente situata fra Campidoglio e Terme).

Esistevano altre porte minori, come quella di San Pietro e quella di San Nicolò La Latina.

### Archeologia
Nelle acque al largo del picco Cammordino (chiamato anche Coda di Volpe), sono stati ritrovati i resti di due imbarcazioni francesi del XVI secolo, oggi conservati nella sede del Comune di Sciacca. Fra questi sono degni di nota tre cannoni di bronzo. Su un cannone sono riportate la salamandra che estingue il fuoco, simbolo di Francesco I di Francia, e una F (abbreviazione di Francesco I). Su un altro cannone sono presenti le lettere B e D con l'incisione di un fiore a cinque petali. Il terzo cannone è tortile, e vi è incisa una B (abbreviazione di Peter Bande, artigiano francese che fuse cannoni per il re di Francia e per il re Enrico VIII di Inghilterra). Tali reperti risalgono al 1553, quando la flotta ottomana di Mustafa Pascià e la flotta francese attaccarono la Sicilia Occidentale al fine di indebolire la cattolicissima Spagna. Molte città siciliane furono saccheggiate e rase al suolo (come Licata che fu data alle fiamme). Sciacca, grazie a uno stratagemma di Antonino Amodei, riuscì a salvarsi e costrinse gli incursori a reimbarcarsi.
Tra la contrade Galenzo Aquilea e San Giorgio si erge un dolmen risalente al III millennio a.C. circa. In contrada Carabollace è stato rinvenuto un insediamento, con ceramiche e lucerne africane risalenti al X e XI secolo. In contrada Locogrande (6 km a est da Sciacca nei pressi del fiume Carabollace) sono state rinvenute delle hexas di Akragas, antiche monete risalenti al 400 a.C. circa. In contrada Tranchina (11 km a est da Sciacca) è stata, nella seconda metà del Novecento, una necropoli. Sono state trovate varie tombe, vasi, ciottoli e dentalium (collane fatte con pezzi di conchiglie) risalenti all'Eneolitico.In contrada Grattavoli si estende una grande area archeologica nella quale furono scoperti; una necropoli e delle dimori rupresti (databili al III millennio a.C.) anche se le ricerche condotte negli ultimi anni hanno riportato degli affreschi databili all'epoca bizantina, confermando così la presenza di qualche comunità eremita stabilitosi nell'area. 
Importante è anche l'area archeologica di Monte nadore,nella quale vi sorse la città di Nadore, centro fortificato fondato nel VII secolo a.C. e distrutto verso la fine del IV secolo a.C. e gli inizi del III secolo a.C.

## Società

### Evoluzione demografica
Abitanti censiti

Secondo i dati ISTAT la popolazione straniera residente a Sciacca era di 658 persone (349 femmine e 309 maschi), con un incremento di 63 unità rispetto all'anno precedente. Questa rappresenta l'1,6% della popolazione residente, dato inferiore alla media regionale (3,9%) e nazionale (8,1%).

### Tradizioni e folclore

#### Le leggende saccensi: la dracunara e l'oleastro Inveges
Secondo un’antica leggenda saccense i marinai, armati di falce, possono scongiurare le trombe d'aria (in dialetto dracunara), sia che si manifestino in mare, sia che si verifichino sulla terraferma, colpendole alla loro coda, la cosiddetta "coda del drago". Le dracunare si vendicherebbero portando piogge di spilli.
In contrada Schiunchipani, a circa 8 km dal centro storico, sorge l'oleastro Inveges, un albero risalente al XIV secolo. Si racconta che l'albero di notte ospiti spiriti e folletti, e che chi danneggi l'albero avrà una "mala annata", ossia un anno caratterizzato da sciagure. L’albero è chiamato Inveges poiché, fra i suoi antichi proprietari, si annovera lo studioso Agostino Inveges, oppure l'agghiastru di 'mmezzu.

#### Festa di Maria Santissima del Soccorso

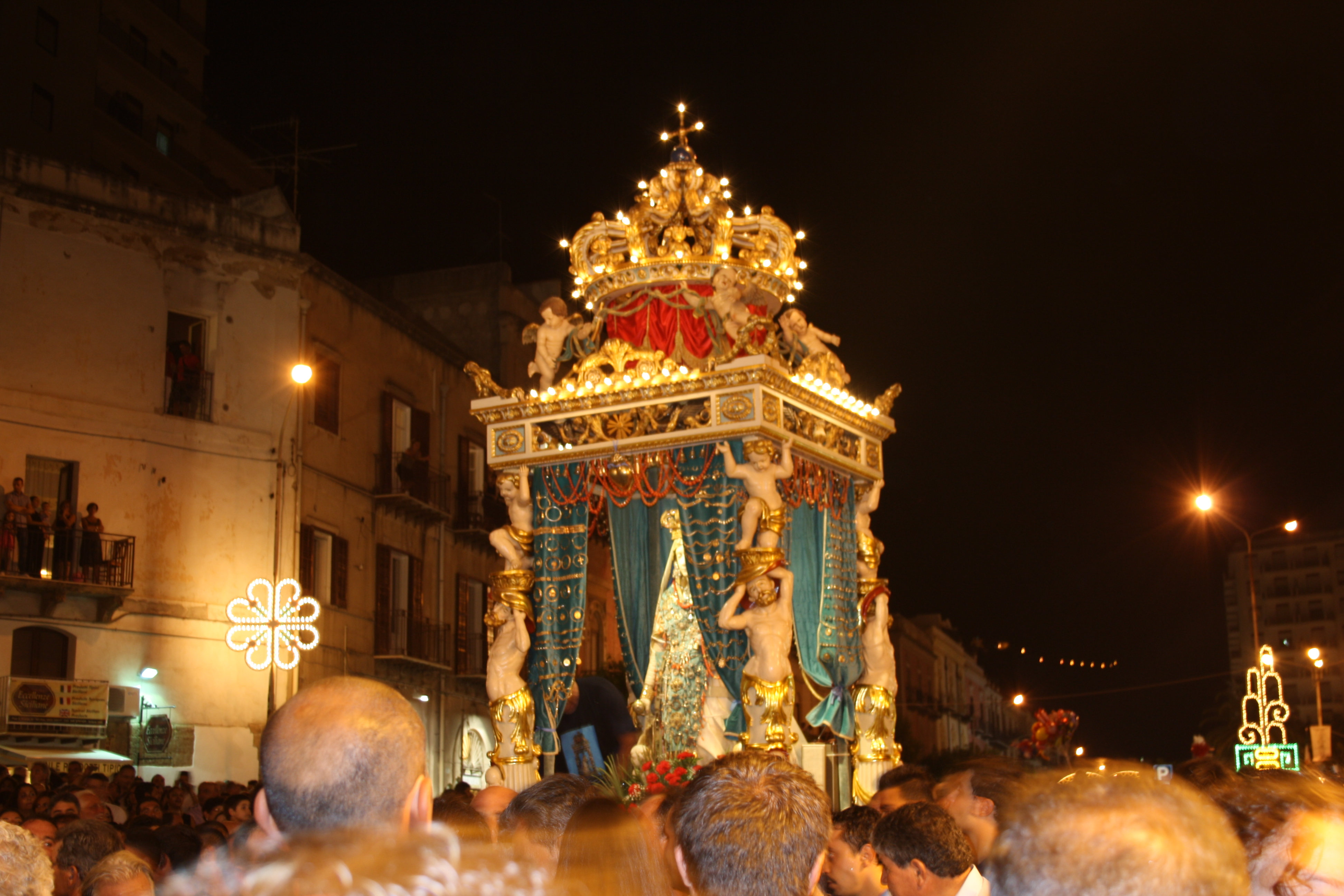
Festa della Madonna del Soccorso, 15 agosto 2011

Una delle più importanti ricorrenze religiose di Sciacca è la festa della Beata Vergine Maria del Soccorso, patrona del paese, celebrata il 2 febbraio e il 15 agosto. In tale occasione, alcuni marinai scalzi portano per le vie del centro (Corso Vittorio Emanuele, Via Licata) la statua della Madonna ornata di gioielli dai devoti. La processione è preceduta da fumate di incenso (secondo la tradizione quando ai piedi della statua passò del fumo, i saccensi guarirono dalla peste).
La festa, di interesse antropologico oltre che religioso, ebbe origine in seguito a un'epidemia di peste nel 1626. Vuole la leggenda che la statua della Madonna (costruita dai maestri Guliano De Almanchino e Bartolomeo Birritao nel 1504) sia stata ritrovata in mare e portata in processione dai pescatori. La statua fu custodita nella chiesa di Sant'Agostino fino al 1796, anno in cui fu spostata nella Matrice.

#### Festa di San Calogero
Festa celebrata in onore di San Calogero ogni martedì di Pentecoste per ringraziare il santo del miracolo del 1578, la liberazione della città da una pestilenza.

### Eventi
Il centro storico di Sciacca è stato luogo in questi ultimi anni di eventi internazionali ed esclusivi, quali il Google Camp (per 2 anni consecutivi) e il Dolce&Gabbana Party 2019.
La sagra del mare ha luogo, sin dal 1920, presso il porto, tra la fine di giugno e i primi di luglio. In quest'occasione la statua di San Pietro viene portata in processione in mare, seguita da una lunga fila d'imbarcazioni. Sul piazzale viene posta una grande padella con oltre cinquecento litri d'olio per soffriggere oltre cento cassette di gamberi.

## Cultura
Sciacca viene citata nel romanzo Il gioco della mosca di Andrea Camilleri. La "buttana" di Sciacca è uno dei personaggi del libro.
Sciacca è uno degli scenari del romanzo Il regno dei malvagi della scrittrice statunitense Kerri Maniscalco, i cui bisnonni erano originari della cittadina siciliana.

### Musei
- Museo del Corallo Nocito - MUNC - Racconta la storia della pesca del Corallo di Sciacca fra il 1875 ed il 1914[53].
- Antiquarium di Monte Kronio - Stufe di San Calogero[54].
- Casa Museo “F. Scaglione”, in piazza Duomo, conserva ceramiche, tele e manufatti vari d'inestimabile valore.
- Museo del carnevale di Sciacca, sito in contrada Perriera, ospita documenti, foto, sculture e opere in cartapesta sul carnevale saccense.
- Museo del mare[55].
- Museo del giocattolo, situato in via Fratelli Argento, ospita una collezione di giocattoli degli anni 1890-1990.
- Casa del Sapone, situata in contrada Cartabubbo. La casa-museo è un vecchio fabbricato rurale del XIX secolo. L’esposizione è incentrata sugli usi scientifici e cosmetici del sapone.
- Collezione Veneroso

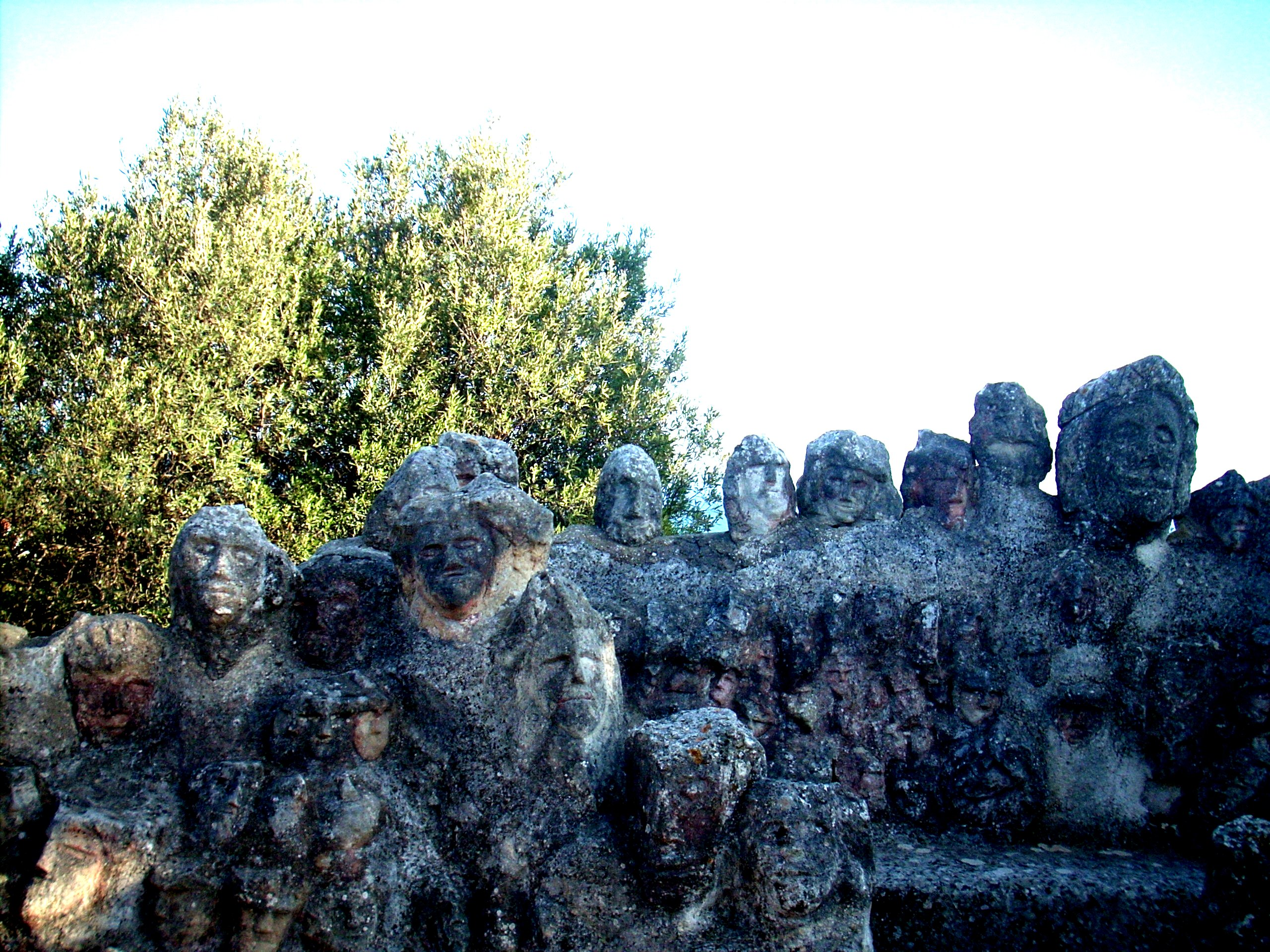
Castello incantato - incubo di teste -

- Castello Incantato, museo all’aperto con esposizione di teste scavate e scalpellate nella roccia ad opera di un artista contadino. Era in origine il podere dell’artista naïf Filippo Bentivegna, vissuto tra il 1888 e il 1967. Le sue sculture raffigurano personaggi, famosi e non, a cui dava un nome e che, nella sua mente, rappresentavano i sudditi del regno che egli aveva creato e di cui era il “Signore”. Alcune sue opere sono esposte presso il Museo dell'Art Brut di Losanna.

### Biblioteche
- Biblioteca comunale "Aurelio Cassar", custodisce una collezione di circa 45.000 volumi[56]
- Biblioteca dell'apicoltore[57]

### Teatro

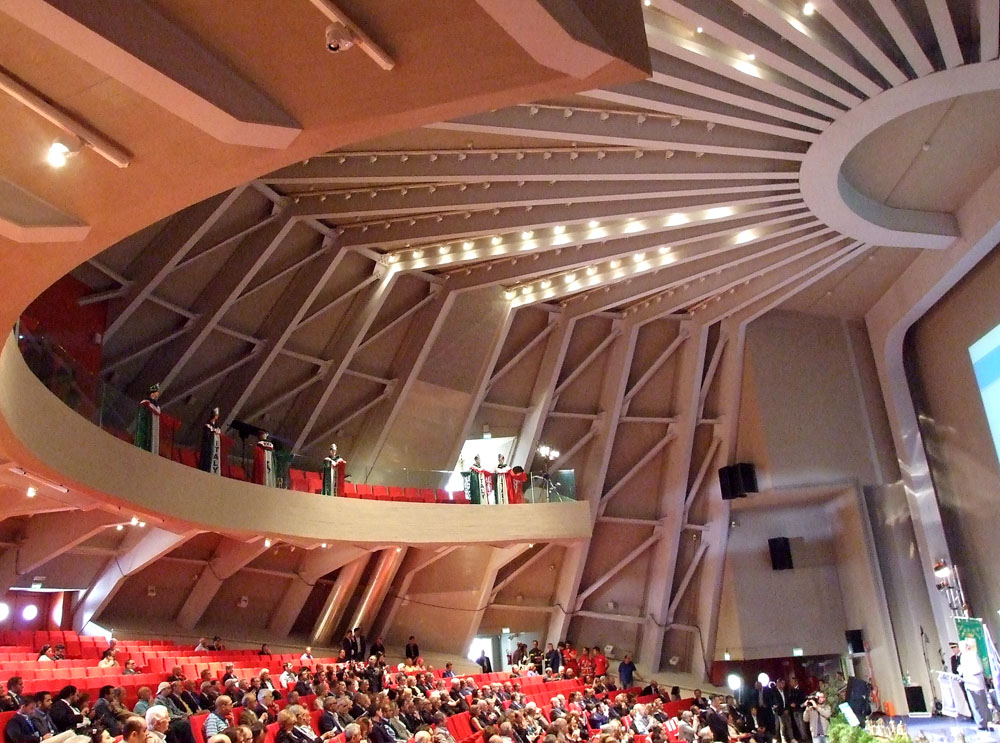
Interno del Teatro Popolare Samonà

Il Teatro popolare Samonà, in via Agatocle, è un moderno teatro progettato dall'architetto Giuseppe Samonà.

### Media
Hanno sede a Sciacca l'emittente televisiva RMK TV e le 
emittenti radiofoniche FM RadioStudio5 (104.7 MHz), Radio Torre Macauda (97.6 MHz) e Radio Voce della Speranza Sciacca (94.8 MHz).

### Cinema
Sciacca fu set dei film Sedotta e abbandonata e In nome della legge, del regista Pietro Germi. Fu Federico Fellini a consigliare al regista genovese la cittadina marinara. A Pietro Germi è dedicata una statua commemorativa, collocata all'interno del Cinema Badia Grande.
La città è la destinazione di un fittizio telegramma in uno sketch della coppia comica Franco e Ciccio.
Sciacca è stata una delle otto città italiane scelte per promuovere il film di Woody Allen Un giorno di pioggia a New York.

### Cucina
I due dolci tipici di Sciacca sono l'Ova Murina e i cucchiteddi. Entrambi i dolci sarebbero stati ideati dalle suore tra il Medioevo e il Rinascimento.
L'Ova Murina consiste in una crêpe di mandorle tostate, ripiena di crema al latte arricchita di scaglie di cioccolato e zuccata. La sua origine viene tradizionalmente ricondotta alle monache della Badia Grande di Sciacca. Le monache avrebbero così inteso sostituire il più famoso cannolo siciliano, visto che nel periodo estivo non veniva prodotta la ricotta.
I cucchiteddi sono bocconcini di pasta di mandorle a forma di mezzo cucchiaio farciti con zucca verde (la stessa che viene utilizzata per altri dolci siciliani come la cassata o la zuccata) e poi glassati con zucchero. Tale dolce fu eseguito per la prima volta nel 1380 dalle suore di clausura del Monastero di Santa Maria dell'Itria di Sciacca.

## Geografia antropica

### Urbanistica
Il tessuto urbanistico di Sciacca risente dell’influenza islamica. Le mura furono ricostruite e ampliate più volte nel corso dei secoli. Gli interventi più recenti risalgono al 1550. Il viceré Giovanni De Vega ne diresse i lavori e le rinforzò con appositi bastioni armati, che furono chiamati Porta, Bagni, Alfiere, Sant'Agata, Santa Margherita e dei Vega. In un secondo momento, sempre per iniziativa di De Vega, furono rinforzate le mura della zona Nord di Sciacca con appositi bastioni che vanno dall'attuale porta San Calogero a porta Palermo: il bastione San Calogero, il bastione di Vega, Gusman e, più a sud, il bastione Verrana.
Tra il XV e il XVI secolo l'aristocrazia terriera costruì sontuosi palazzi. Ne sono esempio la presunta fortezza di re Carlo V e il palazzo dello Steripinto, costruito sul finire del XIV secolo e ornato con bifore e con una merlatura a coda di rondine.

## Economia

### Pesca

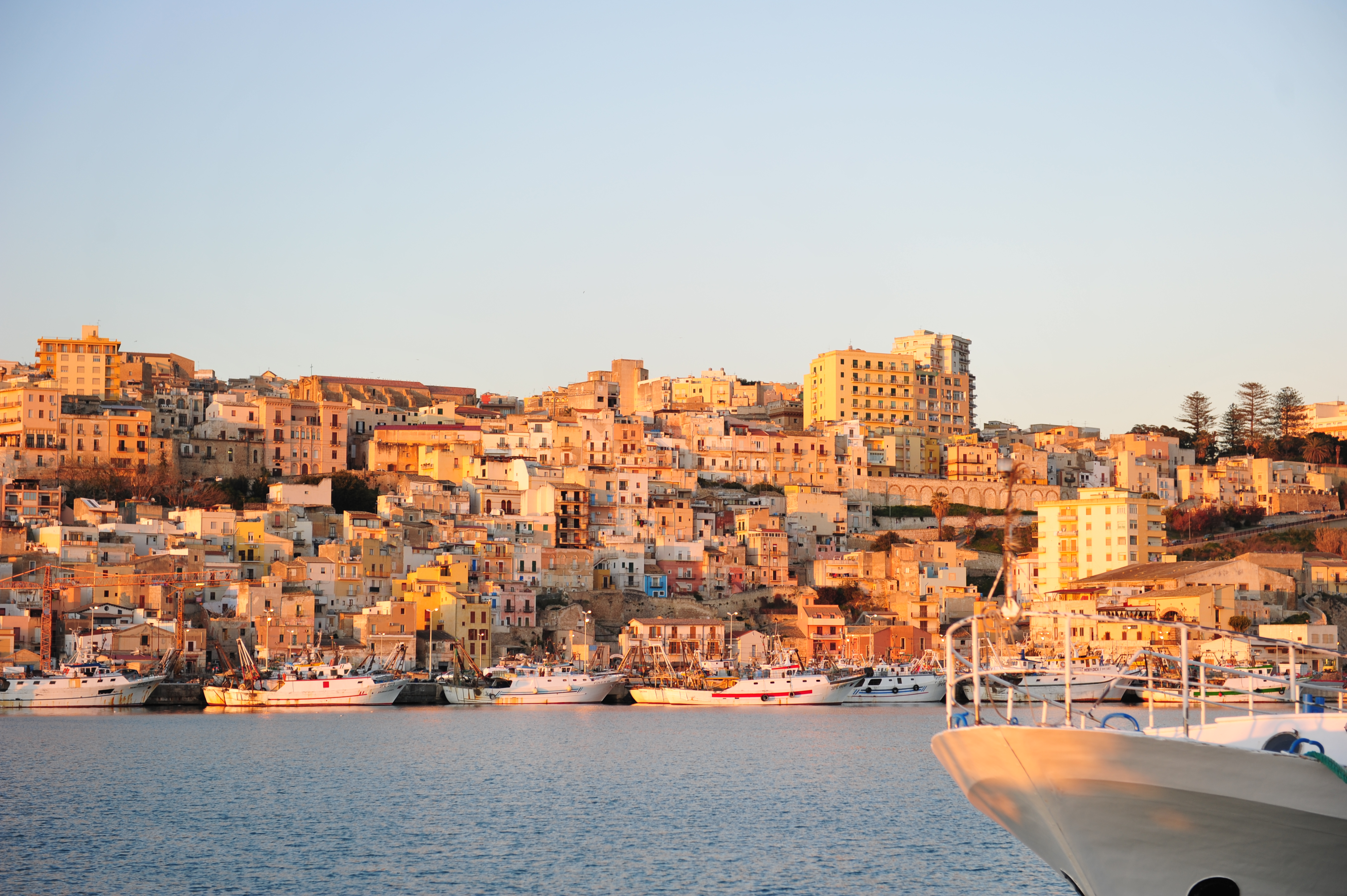
Il porto di Sciacca

Il porto ospita circa cinquecento natanti tra pescherecci e piccole imbarcazioni. La flotta peschereccia comprende circa 140 barche e con 5939 TSL (tonnellate stazza lorda) è la seconda in Sicilia dopo quella di Mazara del Vallo. Tale attività impegna, comprese le strutture a terra, quasi duemila persone con un fatturato annuo che supera i trenta milioni di euro. I tipi di pesca più note sono lo strascico, la sottocosta e il palangresi. La pesca più praticata è quella del pesce azzurro "a cianciolo", esportato in tutto il mondo, facendo di Sciacca il primo produttore europeo. Un cantiere navale di medie dimensioni provvede alla costruzione di piccole e medie imbarcazioni.

### Agricoltura
Molto importante è la produzione ortofrutticola, olearia e vinicola. Sono presenti una cantina sociale e numerosi oleifici, che producono olio extravergine d'oliva D.O.P. Val di Mazara.
Il territorio saccense è compreso nella zona di produzione dell'Arancia di Ribera D.O.P..
La zootecnica, dopo anni di crisi, ha conosciuto una forte ripresa, grazie anche alla valorizzazione del formaggio D.O.P. Vastedda della Valle del Belice.

### Artigianato

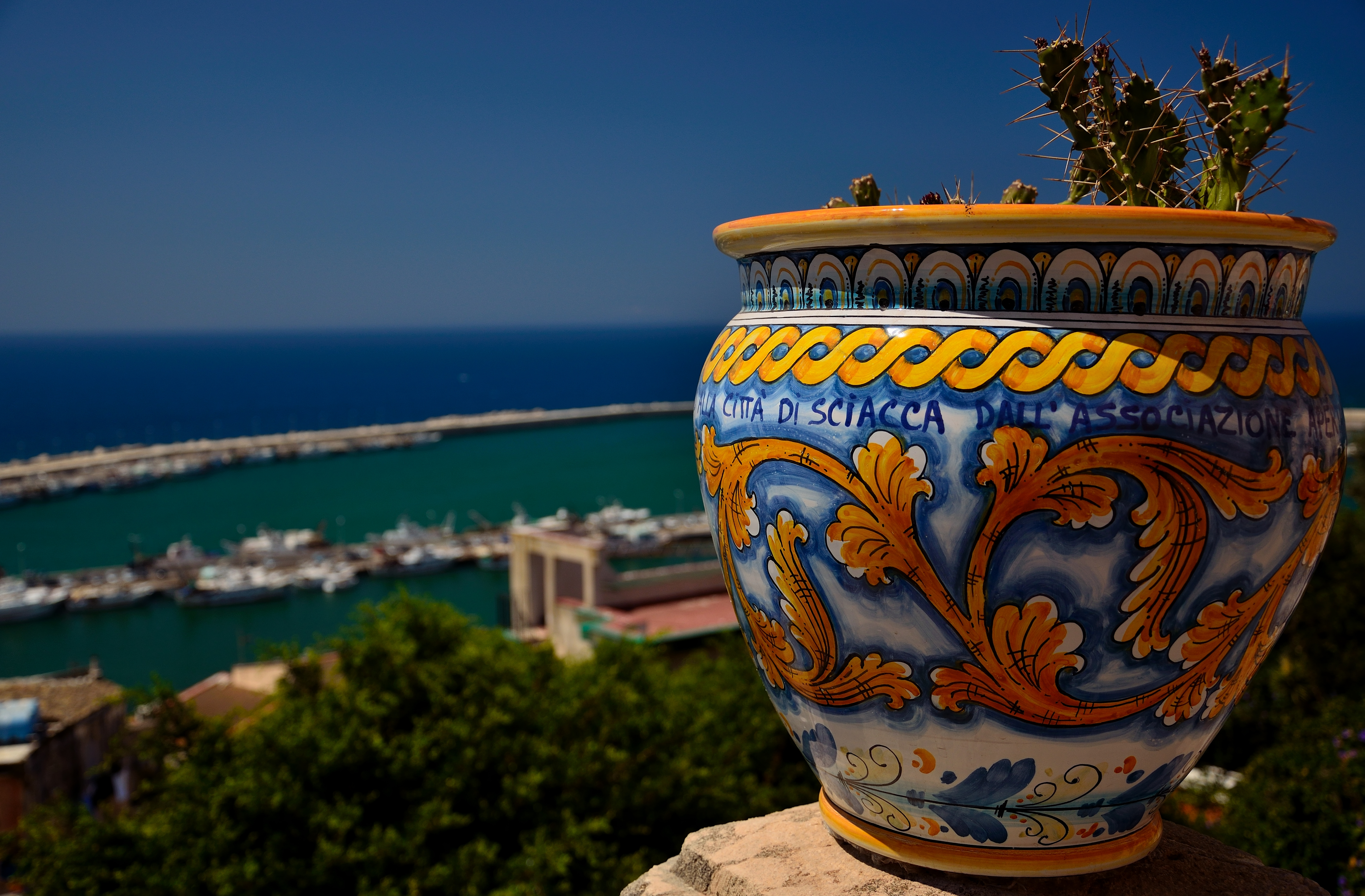
In foto si nota la terrazza di Via Campidoglio che, oltre ad essere un ottimo belvedere per il porto, è costeggiata da vasi dei maestri ceramisti della cittadina.

Le ceramiche rappresentano una voce importante dell'economia della città. Le maioliche saccensi consistono in piatti, vasi, anfore, statue, piastrelle, dai colori accesi del giallo, verde e blu cobalto.
La recente riscoperta di antiche fornaci fa pensare che la produzione della ceramica di Sciacca abbia avuto inizio nel XIV secolo.

Il Duomo di Monreale fu decorato nel 1498 con mattoni del maestro Lombardo e l'ex Chiesa di Santa Margherita, situata nelle vicinanze della Chiesa del Carmine, decorata con mattoni dei maestri Scoma e Francavilla nel 1469.

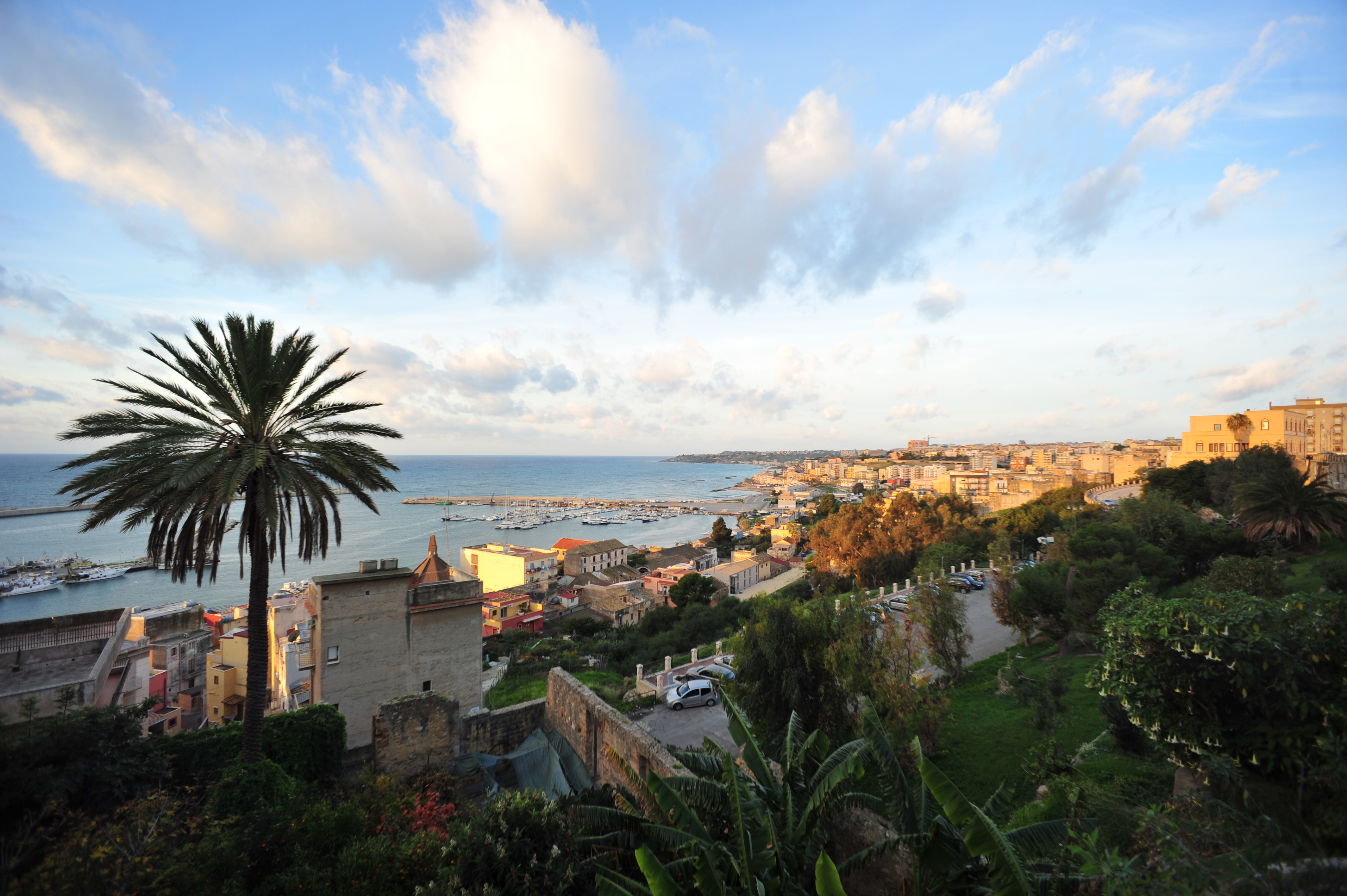
Vista panoramica da piazza Scandaliato

Molti altri sono i nomi dei maestri (soprattutto operanti tra il XV e il XVII secolo). Tra questi spiccano i nomi di Piparo, Di Facio, Lu Xuto, Lo Boj e di Giuseppe Bonachia.

### Turismo
Sciacca è la più antica località termale della Sicilia ed uno dei maggiori centri presenti nel tratto di costa sud-occidentale. Il Carnevale di Sciacca è un importante richiamo turistico.

## Sport
Esistono due squadre dilettantistiche che giocano nello stadio Luigi Riccardo Gurrera, sito in Corso Accursio Miraglia (quartiere Perriera): la Unitas Sciacca Calcio e l’Asd Verdenero.
È presente una squadra dilettantistica di pallavolo, l'Apd “Volley Club Sciacca”. La squadra ha una sezione maschile e una femminile: la prima milita in Serie B, la seconda in Serie D.
Lo stadio Pallone Tenda, oltre alla squadra di pallavolo, ospita anche la squadra dilettantistica di basket Icaro Basket Club, che milita nel campionato di promozione, e una squadra di hockey su carrozzina, che milita in serie A1.
Tra lo stadio Gurrera e il Pallone Tenda sorge un complesso di campi da tennis e padel gestito dall'Asd Passione Tennis Sciacca.

## Amministrazione
| Periodo           | Periodo           | Primo cittadino       | Partito     | Carica                    | Note   |
| ----------------- | ----------------- | --------------------- | ----------- | ------------------------- | ------ |
| 26 agosto 1976    | 2 maggio 1980     | Giuseppe La Torre     |             | Sindaco                   | [ 82 ] |
| 3 maggio 1980     | 22 settembre 1980 | Giuseppe Molinari     |             | Sindaco                   | [ 82 ] |
| 23 settembre 1980 | 25 agosto 1982    | Simone Di Paola       |             | Sindaco                   | [ 82 ] |
| 26 agosto 1982    | 28 ottobre 1982   | Baldassare Santangelo |             | Sindaco                   | [ 82 ] |
| 29 ottobre 1982   | 19 settembre 1983 | Calogero Craparo      |             | Sindaco                   | [ 82 ] |
| 20 settembre 1983 | 15 febbraio 1984  | Michele Marciante     |             | Sindaco                   | [ 82 ] |
| 16 febbraio 1984  | 31 luglio 1984    | Onofrio Allegro       |             | Sindaco                   | [ 82 ] |
| 1º agosto 1984    | 27 luglio 1986    | Giuseppe Craparo      |             | Sindaco                   | [ 82 ] |
| 28 luglio 1986    | 8 gennaio 1990    | Giuseppe Turco        | DC          | Sindaco                   | [ 83 ] |
| 15 gennaio 1990   | 5 marzo 1991      | Francesco Casandra    | DC          | Sindaco                   | [ 83 ] |
| 5 marzo 1991      | 10 ottobre 1992   | Vincenzo Catanzaro    | DC          | Sindaco                   | [ 83 ] |
| 12 ottobre 1992   | 7 dicembre 1993   | Michele Marciante     | PSI         | Sindaco                   | [ 83 ] |
| 7 dicembre 1993   | 7 luglio 1999     | Ignazio Messina       | La Rete     | Sindaco                   | [ 83 ] |
| 7 luglio 1999     | 13 dicembre 1999  | Francesco Marsala     |             | Commissario straordinario | [ 83 ] |
| 13 dicembre 1999  | 28 giugno 2004    | Ignazio Cucchiara     | DS          | Sindaco                   | [ 83 ] |
| 28 giugno 2004    | 26 giugno 2009    | Mario Turturici       | FI          | Sindaco                   | [ 83 ] |
| 26 giugno 2009    | 29 febbraio 2012  | Vito Calogero Bono    | Ind. di CSX | Sindaco                   | [ 83 ] |
| 29 febbraio 2012  | 9 maggio 2012     | Paolo Barone          |             | Commissario straordinario | [ 83 ] |
| 9 maggio 2012     | 26 giugno 2017    | Fabrizio Di Paola     | PdL         | Sindaco                   | [ 83 ] |
| 26 giugno 2017    | 27 giugno 2022    | Francesca Valenti     | PD          | Sindaco                   | [ 83 ] |
| 27 giugno 2022    | in carica         | Fabio Termine         | PD          | Sindaco                   | [ 83 ] |

### Gemellaggi
- Salvador de Bahia, dal 2001
- Aprilia, dal 2003
- Kırşehir, dal 2011
- Mustafakemalpasa, dal 2011
- Piana degli Albanesi, dal 2019
- Santoña, dal 2025[84]

### Altre informazioni amministrative
Il comune di Sciacca fa parte delle seguenti organizzazioni sovracomunali: regione agraria n.7 (Pianura tra il Belice ed il Platani).